# Georg Bartisch
Georg Bartisch (1535–1607) est un médecin allemand né à Königsbrück en Saxonie.

## Biographie
À l'âge de treize ans, il commence sa carrière médicale comme apprenti chez un barbier chirurgien. Pendant une grande partie de sa vie, il exerce le métier de chirurgien itinérant en Saxonie, en Silésie et en Bohême. Il s'établit finalement à Dresde et devient l'oculiste du duc Auguste Ier de Saxe.
Bien qu'il n'ait pas eu de formation universitaire, il est considéré comme un praticien très exercé de la médecine oculaire et de la chirurgie. Il est l'auteur de Ophthalmodouleia Das ist Augendienst, publié en 1583 et considéré comme le premier livre  de la Renaissance sur les troubles ophtalmiques et la chirurgie oculaire. Bartisch y traite des maladies oculaires, ainsi que des techniques et instruments chirurgicaux.
Bartisch pratiquait également des interventions de lithotomie. Il considérait que la magie, l'astrologie et la sorcellerie jouaient un rôle important dans la médecine.

## Xylographies deOphthalmodouleia Das ist Augendienst
Le livre est illustré de 92 xylographies représentant les maladies des yeux et leurs traitements. 

Quelques xylographies du livre
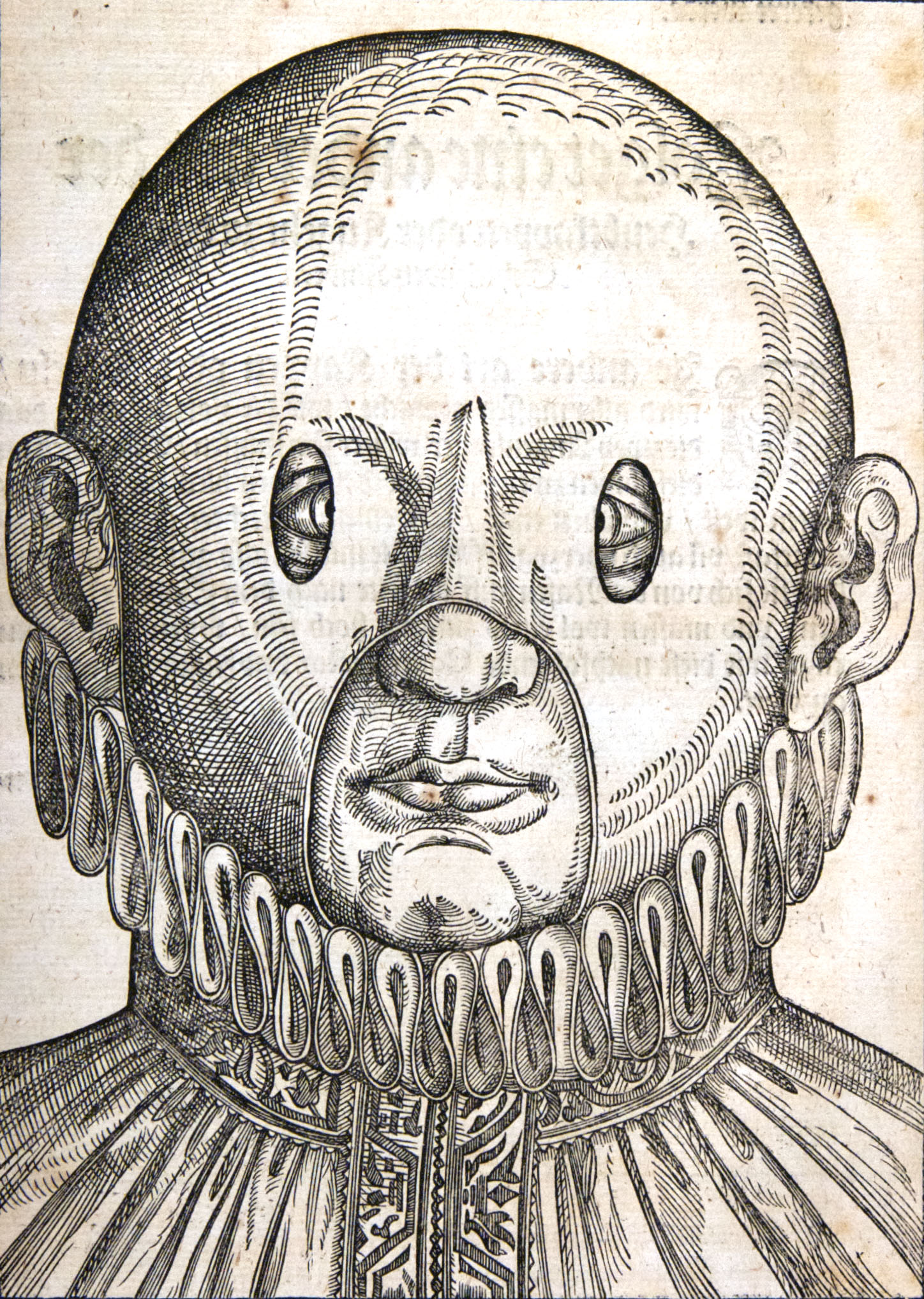
Folio 15 recto
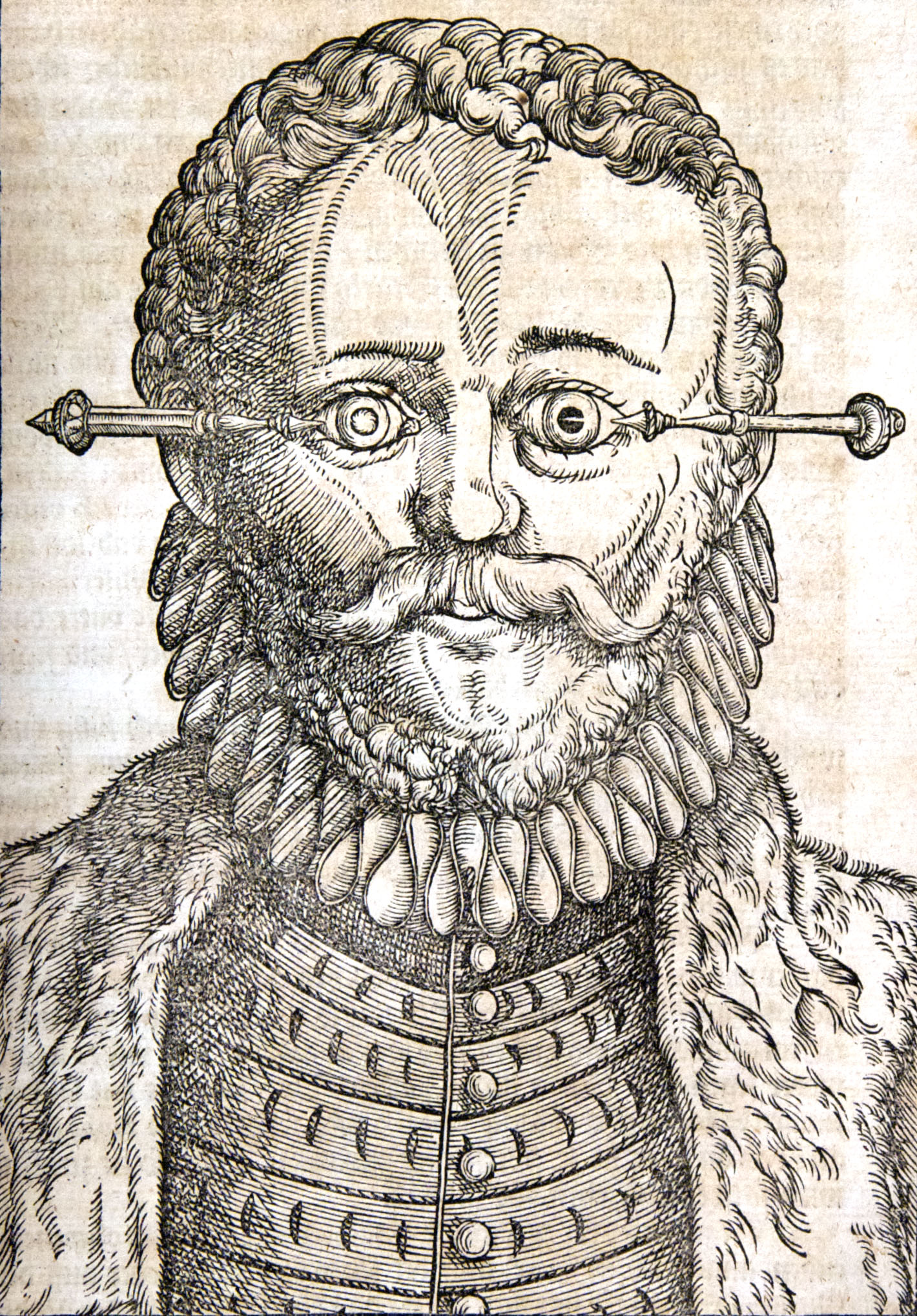
Folio 63 recto
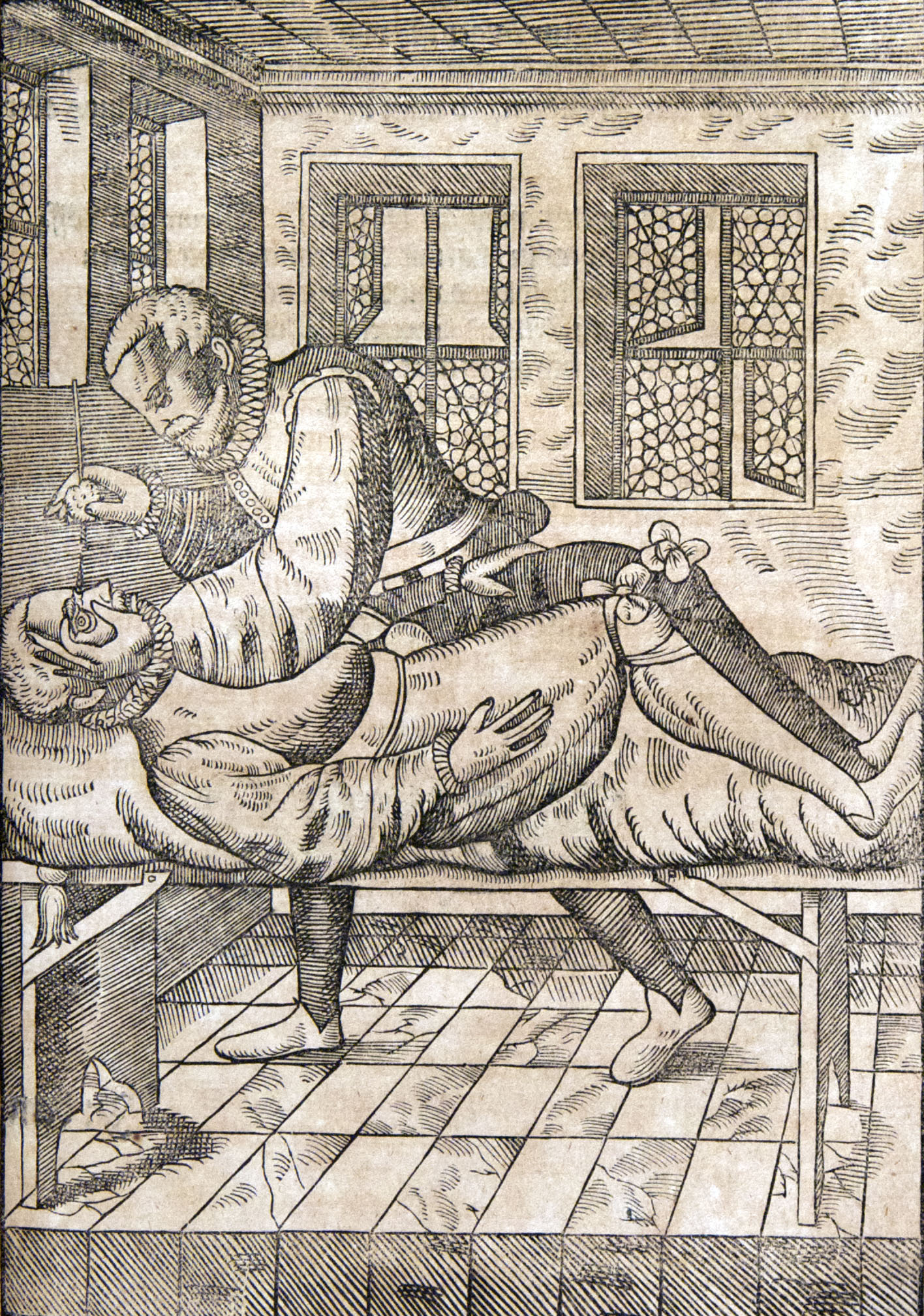
Folio 146 recto
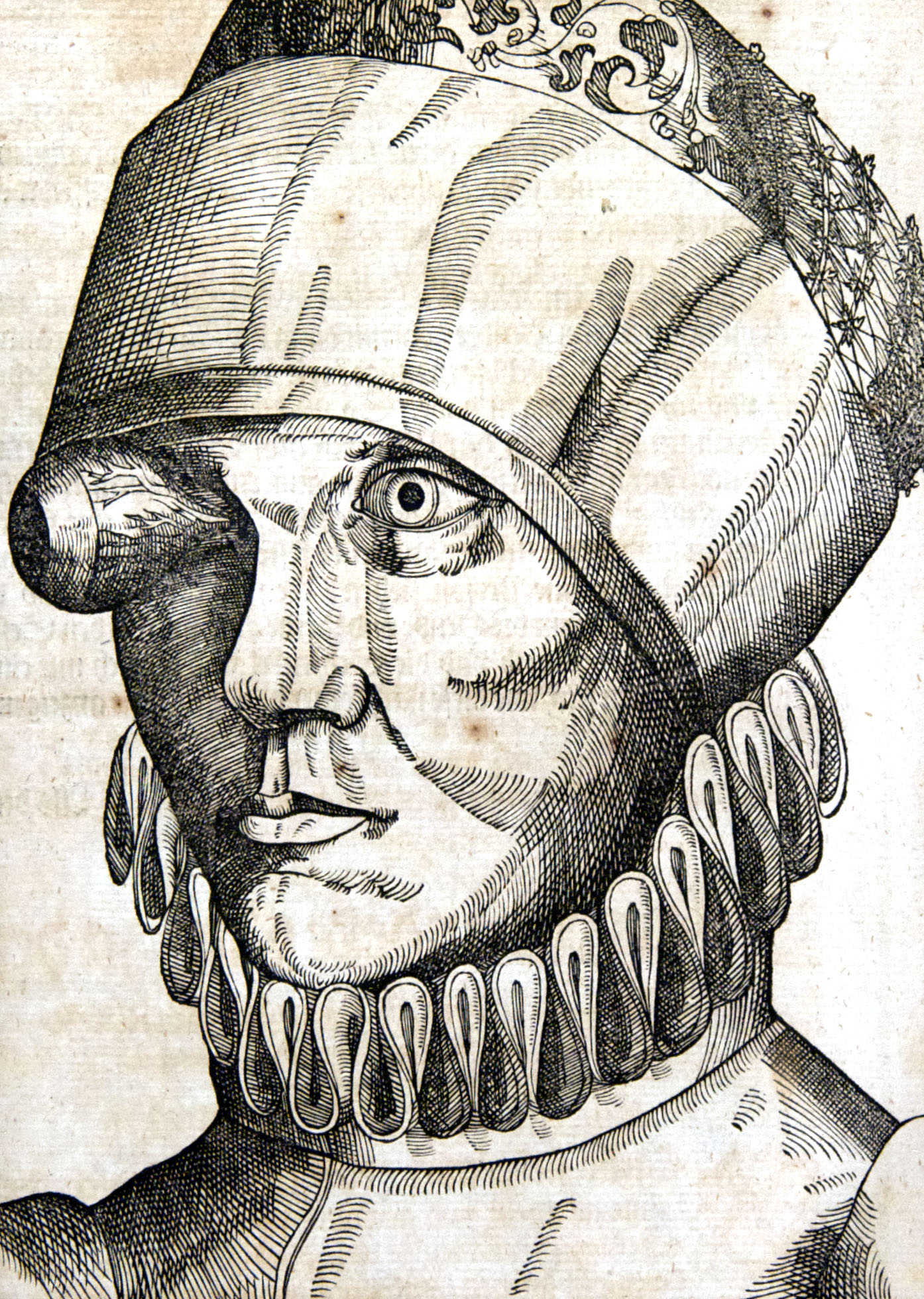
Folio 218 recto
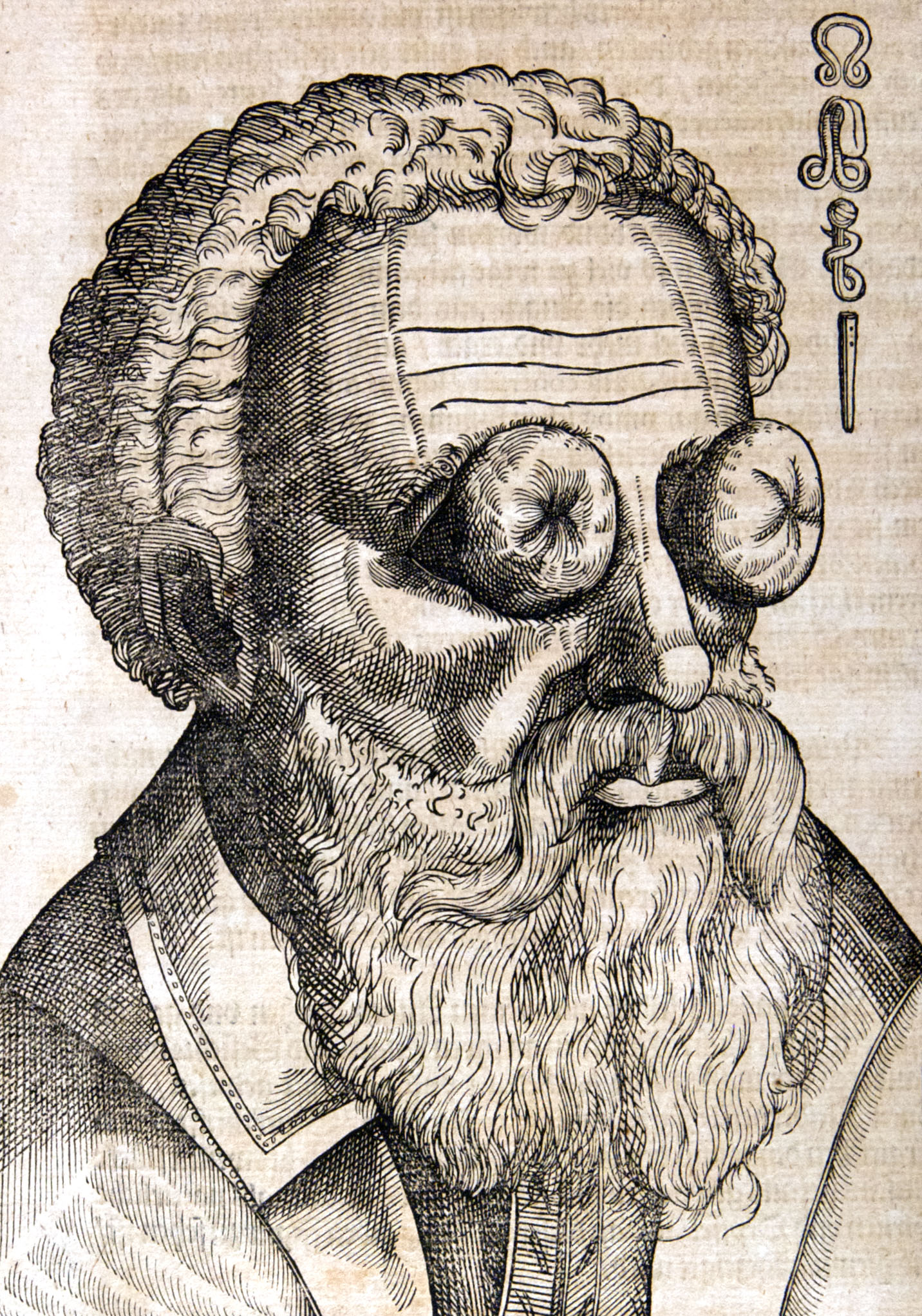
Folio 232 verso